# زیتنزن
زیتنزن (به آلمانی: Sittensen) یک شهر در آلمان است که در Sittensen واقع شده‌است. زیتنزن ۵٬۴۸۷ نفر جمعیت دارد.

## خواهرخوانده
شهر جژگون خواهرخواندهٔ زیتنزن هست.